# 春天花花花啦啦！
《春天花花花啦啦！》（英語：Singing In The Spring 2020），Maze Studio制作的贺岁歌舞电视剧，由原班人马陈慧恬、陈子颖、盛天俊、陈旆江领衔主演，并由庄可比、原腾、王竣、吕爱琼、谢承伟、王骏、小玉联合主演，朱浩仁、甘家旗、萧丽玲特别演出。此剧为《春天花啦花啦啦！》延续的续集故事，亦是《春天花啦啦！》系列第三部，以歌舞剧形式呈现，用全新创作的歌舞来贯穿剧情。  

## 播出时间

### 首播
| 频道     | 所在地   | 播放日期      | 首播時间                 |
| -------- | -------- | ------------- | ------------------------ |
| 八度空间 | 马来西亚 | 2020年1月15日 | 星期一至四 21:30 - 22:30 |
| Tonton   | 马来西亚 | 2022年12月1日 | 更新一集，重温节目       |

## 故事概要
陈鸿运（陈斾江 饰演）的祖先曾是威震一时的花花狮家族，而陈家有个不成文的规矩，即陈家子孙不论离开家乡有多远，都必须回到陈家村参加每三十年举办一次的花花狮舞庆典，这宛如一次成年礼，也象征着一种文化的传承。若不遵从，必会遭受“花花狮咒”——轻则衰事连连，重则后果难以想象。
一日，常乐（盛天俊 饰演）和细明（谢承伟 饰演）在听到舞狮的音乐后，身体不由自主地开始舞狮，更险些发生意外，令鸿运开始怀疑是否“花花狮咒”在作祟。后来常乐因花琪（陈子颖 饰演）的新工作而让两人闹别扭，更让常乐深信所有噩运皆因“花花狮咒”而起，随即决定回陈家村。花恬（陈慧恬饰演）跟春风（朱浩仁饰演）再次发生争执，花恬一时冲动再次提出分手。失恋后的花恬陪同鸿运和常乐回到陈家村。鸿运等人几经辛苦终于回到陈家村，误将老糊涂的陈家管家陈一（王骏 饰演）当成鬼魂，闹出一场笑话。他们也在村里遇上了鸿运多年前的宿敌兼师弟——陈金矿（王竣 饰演）和儿子陈帅帅（庄可比 饰演）。师兄弟俩年轻时一起学习花花狮舞，平日情同手足，岂料却因同时喜欢上师妹秀秀，而令多年的兄弟情备受考验。最后俩人在表演花花狮舞时，因为缺乏信任而当众出糗，从此决裂。 
三十年一别，陈金矿由一个寂寂无名的年轻小伙，摇身一变为事业有成的商人，他趁着村里办庆典，特意回来炫耀一番，更立下挑战，谁能在接下来的花花狮选拔赛中取得胜利，即可获得由他赞助的一百万奖金。另一边厢，花恬遇上陈家村里人人避之则吉的倒霉鬼——戴一心（原腾 饰演），还因此失声，过程闹出了不少笑话。而向来坚信命运的常乐对自己越来越缺乏自信，但在机缘巧合下，来到村里谣传的许愿树前许下心愿，希望能和花琪和好如初，没想到事后居然梦想成真，花琪来到了陈家村，并和常乐和好如初。不过，和好如初的常乐与花琪，却因为帅帅的介入，感情再度面对挑战。帅帅曾是花琪的学长，两人还有一段关于“酸梅冰条”的故事。细明因遇诈骗集团而欠下一屁股债，最后也不得已逃回到陈家村，也被逼参加花花狮舞。
花花狮比赛在即，鸿运和金矿两方人马却依旧闹不和，而此时陈一和花花狮头竟然不见了！最终花花狮舞比赛能否顺利进行？花恬和一心会有什么际遇？常乐是否能和花琪开花结果？

## 角色介绍
| 演员   | 角色   | 介绍 |
| 陈慧恬 | 张花恬 | 歌手，好靓的女儿，花琪的姐姐，为人善良乐观，原本是春风的女友，后来发现春风是因为喜欢自己的声音才和自己在一起而分手，想散心而陪同鸿运和常乐回陈家村，因此遇上了村里人人避之的倒霉鬼一心，并因意外撞见一心洗澡过度尖叫而导致失声。不相信一心是倒霉鬼，一直想办法尝试让陈家村村民接纳一心，也在和一心的互动中渐渐爱上一心。 |
| 盛天俊 | 陈常乐 | 鸿运的儿子，花琪的男友。为人天真善良，一心只想成为厨师，继承父亲鸿运的炒粿条档口。为解除花花狮咒而被逼回到陈家村参与花花狮舞庆典 |
| 陈子颖 | 张花琪 | 好靓的女儿，花恬的妹妹，常乐的女友，帅帅的学妹。患有口吃，也因此有些小自卑，但只要一被人捏就可以流利地说话。因新工作需要到非洲出国工作十年而遭到常乐的反对，并因此和他起了争执，但后来因过度思念常乐而到陈家村找他，却也因此重遇小学时的学长帅帅，并被他热烈追求。                                                       |
| 陈旆江 | 陈鸿运 | 常乐的爸爸，好靓的男友，金矿之师兄。曾和金矿是感情要好的师弟和好友，却因同时爱上师妹秀秀而决裂。 |
| 王竣   | 陈金矿 | 帅帅的爸爸，鸿运的师弟。曾和鸿运是感情要好的师弟和好友，却因同时爱上师妹秀秀而决裂。离开陈家村后从寂寂无名的小伙子变成一名事业成功的商人，为人嚣张跋扈。 |
| 庄可比 | 陈帅帅 | 金矿的儿子，花琪的学长。为解除花花狮咒而被逼回到陈家村参与花花狮舞庆典。原本看不起常乐，后来和常乐在企图逃跑以逃避花花狮舞比赛时对他改观。 |
| 原腾   | 戴一心 | 陈一的养子，人称扫把星。在还是婴儿的时候被亲生父母抛弃，被陈一发现并带回陈家村，因长相可爱而被村民们各自相争领养，岂料领养他的人都发生一堆倒霉事而被村民唾弃，最终被陈一带往陈家村里的森林小屋抚养长大。为避免将霉运传给村民而躲在森林里以种菜为生                                                                       |
| 王骏   | 陈一   | 陈家（陈鸿运）的管家，戴一心的养父，鸿运和金矿的师父。小时候被鸿运的爷爷收养，留在陈家伺候他们一家，并在陈家后人离开后坚守老家。有点老糊涂，老是把鸿运和金矿搞错。 |
| 谢承伟 | 陈细明 | 鸿运的小叔，小玉的男友。不相信花花狮咒而不肯和鸿运回陈家村参加花花狮舞庆典。为人不切实际，得过且过，因此被骗子贾明欺骗，并欠下大耳窿一笔债，因此逃回陈家村，为了解除花花狮咒而被逼参与花花狮舞庆典。 |
| 朱浩仁 | 郭春风 | 音乐制作人，花恬的男友，最终分手。因发现欢乐组屋众人私底下替花恬大量购买专辑以增加花恬专辑的销售量而与花恬起了争执，最终和她分手 |
| 吕爱琼 | 李好靓 | 花恬、花琪的妈妈，鸿运的女友。 |

## 演员阵容

### 张家
| 演员   | 角色   | 介绍 |
| 吕爱琼 | 李好靓 | 张花恬、张花琪之母 陈鸿运之女友 黄百万、林芝芝之邻居兼好友 |
| 陈慧恬 | 张花恬 | 李好靓之女 张花琪之姐 郭春风之女友，后分手 陈常乐、黄丽玲之好友 戴一心之好友，后为其女友 于第2集与郭春风分手 于第4集因尖叫过度而失声 于第6集喝下戴一心煲的药汤而回复声音 |
| 陈子颖 | 张花琪 | 琪琪 李好靓之女 张花恬之妹 陈常乐之女友，后为其未婚妻 黄丽玲之好友 于第6集因太思念陈常乐而到陈家村找他 于第10集答应陈常乐之求婚                                          |

### 陈家（陈鸿运）
| 演员           | 角色   | 介绍 |
| 盛天俊（年轻） | 陈鸿运 | 鸿记uncle、炒粿条 陈常乐之父 陈细明之侄子 李好靓之男友 陈金矿之师兄兼死敌，后和好 秀秀之师兄并曾暗恋其 于第10集与陈金矿化解恩怨并和好 |
| 陈旆江         | 陈鸿运 | 鸿记uncle、炒粿条 陈常乐之父 陈细明之侄子 李好靓之男友 陈金矿之师兄兼死敌，后和好 秀秀之师兄并曾暗恋其 于第10集与陈金矿化解恩怨并和好 |
| 谢承伟         | 陈细明 | 陈鸿运之小叔 陈常乐之小叔公 辜小玉之男友 于第8集因被贾明欺骗而欠下大耳窿                                                              |
| 盛天俊         | 陈常乐 | 乐仔、乐乐、卷毛怪、番薯 陈鸿运之子 陈细明之侄孙 张花琪之男友，后为其未婚夫 陈帅帅之情敌 于第10集向张花琪求婚成功                     |

### 陈家 （陈金矿）
| 演员           | 角色   | 介绍                                             |
| 庄可比（年轻） | 陈金矿 | 陈帅帅之父 陈鸿运之师弟兼情敌 秀秀之师兄并暗恋其 |
| 王竣           | 陈金矿 | 陈帅帅之父 陈鸿运之师弟兼情敌 秀秀之师兄并暗恋其 |
| 庄可比         | 陈帅帅 | 陈金矿之子 张花琪之学长 陈常乐之情敌             |

### 黄家
| 演员   | 角色   | 介绍                                                                 |
| 甘家旗 | 黄百万 | 林芝芝之夫 黄丽玲、黄国源之父 陈鸿运之好友 特别演出第1-2集           |
| 陈薇芝 | 林芝芝 | 黄百万之妻 黄丽玲、黄国源之母 李好靓之好友 并无参演此剧              |
| 萧丽玲 | 黄丽玲 | 黄百万、林芝芝之女 黄国源之姐姐 陈小东之女友 特别演出第1-2集         |
| 颜韦宏 | 黄国源 | 黄百万、林芝芝之子 黄丽玲之弟弟 并无参演此剧，仅被提及到国际学校上学 |

### 其他演员
| 演员           | 角色         | 介绍                                                                                    |
| 朱浩仁         | 郭春风       | 制作人 张花恬之男友，后分手 于第2集与张花恬分手 特别演出第1-2集、第5集                  |
| 原腾           | 戴一心       | 倒霉鬼 陈一之养子 张花恬之好友，后为男友 郭春风之情敌                                   |
| 陈全能（年轻） | 陈一         | 一仔 陈家管家 陈鸿运、陈金矿之师父 戴一心之养父                                         |
| 王骏           | 陈一         | 一仔 陈家管家 陈鸿运、陈金矿之师父 戴一心之养父                                         |
| 小玉           | 辜小玉       | 陈细明之女友 希君、毕君、婉君之前女友                                                   |
| 陈鸿           | 大卫         | 欢乐组屋之前保安 并无参演此剧，仅被提及因被富婆粉丝疯狂追求而搬走避风头                 |
| 许亮宇         | 歌神（丫丫） | 神仙 歌皇之下属 张花恬之好友并暗恋其 并无参演此剧，仅被张花恬提及                       |
| 邓勇利         | 福爸         | 陈家村村民 福妈之夫                                                                     |
| 钟丽珍         | 福妈         | 陈家村村民 福爸之妻                                                                     |
| 刘文捷         | 阿明         | 陈家村村民 安康、彩云之好友                                                             |
| 邱忆萍         | 彩云         | 陈家村村民 阿明、安康之好友                                                             |
| 谢志顺         | 安康         | 陈家村村民 阿明、彩云之好友                                                             |
| 周雪婷         | 秀秀         | 陈鸿运、陈金矿之师妹暗恋对象                                                            |
| 李威延         | 贾明         | 骗子                                                                                    |
| 杨莉莹         | Veronica     | 女歌手 郭春风旗下歌手 张花恬之情敌 于第1集在商场演唱《Wish You Know》而被郭春风挖掘出道 |
| 谢顺清         | 张三         | 欢乐组屋居民 陈鸿运、李好靓、黄百万、李四之邻居                                         |
| 林俊峰         | 李四         | 欢乐组屋居民 陈鸿运、李好靓、黄百万、张三之邻居                                         |
| 刘俊凯         | 希君         | 辜小玉之前男友                                                                          |
| 廖俊晖         | 毕君         | 辜小玉之前男友                                                                          |
| 卓仁忠         | 婉君         | 辜小玉之前男友                                                                          |

## 歌曲表
粗体的歌曲是有收录自《鼠来宝笑笑力量大》贺岁专辑里头。
| 歌名             | 作曲             | 作词                 | 演唱者                                                                   |
| 春天花花花啦啦！ | 马嘉轩           | 舒宁、蠢夫人、陈旆江 | 陈慧恬、陈子颖、吕爱琼、盛天俊、陈旆江、谢承伟、王竣、庄可比、原腾、王骏 |
| 幸福兑现         | 舒宁             | 舒宁                 | 陈慧恬、陈子颖、盛天俊、谢承伟                                           |
| 与钱同行         | 陈欣             | 程振栩               | 陈慧恬、盛天俊、陈旆江、庄可比、王竣                                     |
| 我爱着你2020     | 马嘉轩           | 舒宁                 | 盛天俊、陈子颖                                                           |
| 为你照亮         | 黄俊晔           | 舒宁                 | 陈慧恬、原腾                                                             |
| 哎唷 I Love You  | 马嘉轩、Ida Liew | 镜子Jynne            | 陈子颖、盛天俊、庄可比                                                   |

## 轶事
- 此剧为盛天俊和陈子颖继《逆光成长》、《春天花啦啦！》、《春天花啦啦！一屋满堂》、《我的非一般岳母》、《春天花啦花啦啦！》、《守百年之约》再度合作，亦是六度合演情侣。

## 电视节目的变迁
| 马来西亚 八度空间 原创强档 星期一至四 21:30 - 22:30             | 马来西亚 八度空间 原创强档 星期一至四 21:30 - 22:30 | 马来西亚 八度空间 原创强档 星期一至四 21:30 - 22:30 |
| --------------------------------------------------------------- | --------------------------------------------------- | --------------------------------------------------- |
|                                                                 | 春天花花花啦啦！ （2020.01.15 - 2020.01.30）        |                                                     |
| 祖先保佑2 （2019.12.11 - 2020.01.14）                           | 攻星计 （2020.02.03 - 2020.03.10）                  |                                                     |
| （重播） 星期六 15:00 - 17:00 兩集連播                          |                                                     |                                                     |
| 俗女养成记 （2019.12.21 - 2020.01.19） 星期六至日 15:00 - 17:00 | 春天花花花啦啦！ （2020.02.15 - 2020.03.14）        | —                                                   |

| 马来西亚 ntv7 星期一至五 22:30 - 23:30 | 马来西亚 ntv7 星期一至五 22:30 - 23:30       | 马来西亚 ntv7 星期一至五 22:30 - 23:30 |
| -------------------------------------- | -------------------------------------------- | -------------------------------------- |
|                                        | 春天花花花啦啦！ （2020.01.31 - 2020.02.13） |                                        |
| 情牵南洋 （2019.12.03 - 2020.01.30）   | 开餐吧！吃货小妹 （2020.02.14 - 2020.03.16） |                                        |